# Waitonga Falls
Die Waitonga Falls sind ein Wasserfall im Tongariro-Nationalpark im Zentrum der Nordinsel Neuseelands. Er liegt im Lauf eines Quellbachs des Mangateitei Stream am südwestlichen Ausläufer des Mount Ruapehu. Seine Fallhöhe beträgt 39 Meter.
Von der Ohakune Mountain Road führt der Waitonga Falls Track in rund 45 Gehminuten in hauptsächlich östlicher Richtung zum Wasserfall.